# Guangze

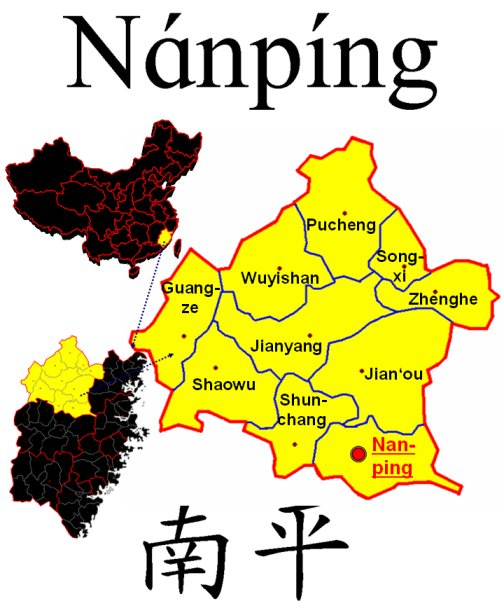
Kreisebene der bezirksfreien Stadt Nanping

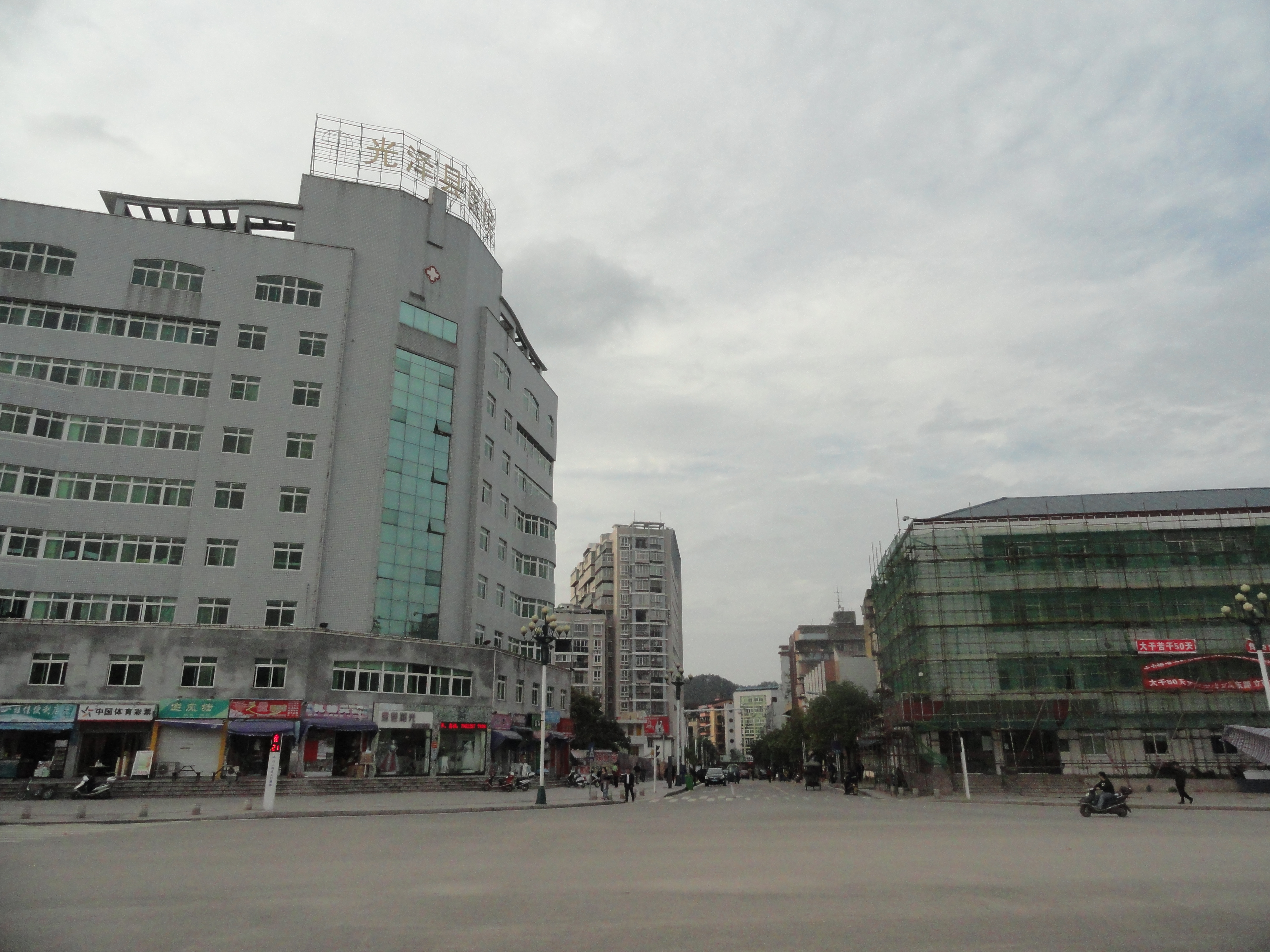
Zentrum Guangzes

Der Kreis Guangze (chinesisch 光澤縣 / 光泽县, Pinyin Guāngzé Xiàn) ist ein Kreis der nordwestlichsten bezirksfreie Stadt Nanping der chinesischen Provinz Fujian. Er hat eine Fläche von 2.241 km² und zählt 130.294 Einwohner (Stand: 2020). Sein Hauptort ist die Großgemeinde Hangchuan (杭川镇).

## Administrative Gliederung
Auf Gemeindeebene setzt sich der Kreis aus drei Großgemeinden und fünf Gemeinden zusammen. 